# Cultura Adena

A cultura adena foi uma civilização precolombina que existiu no centro-nordeste dos Estados Unidos, entre os anos 1000 e 200 a.C.
Segundo um lugar espanhol de história, existiu entre o 800 e o 400 a.C.

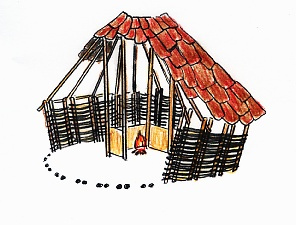
Choça circular dos adena, com pares de mastros e fogata

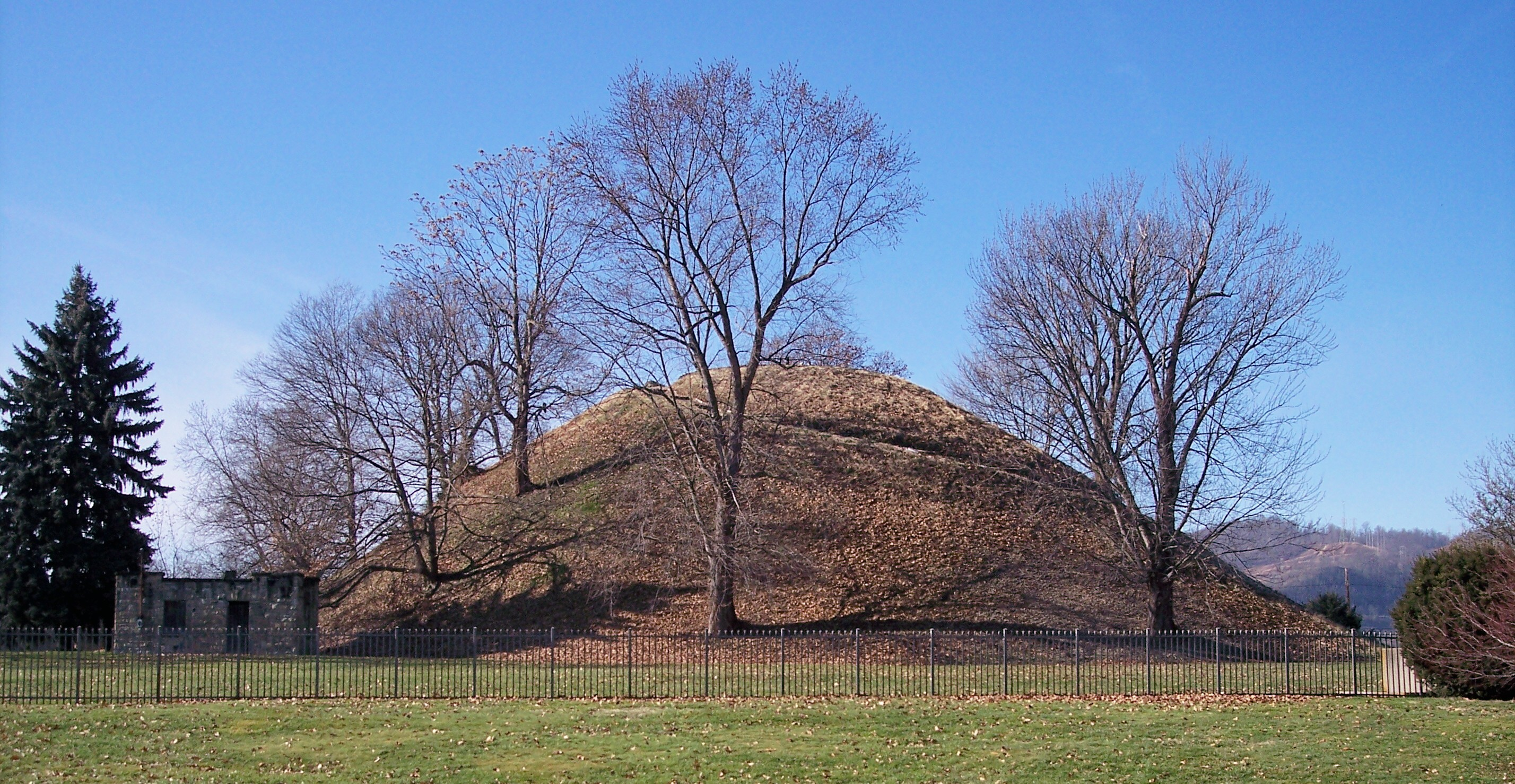
Grave Creek Mound na Virgínia Ocidental

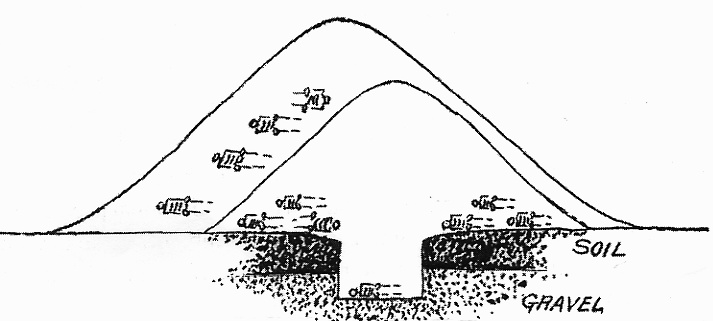
Secção de um montículo adena (desenhado em 1902). Soil significa ‘terra comum’ e gravel, ‘brita’

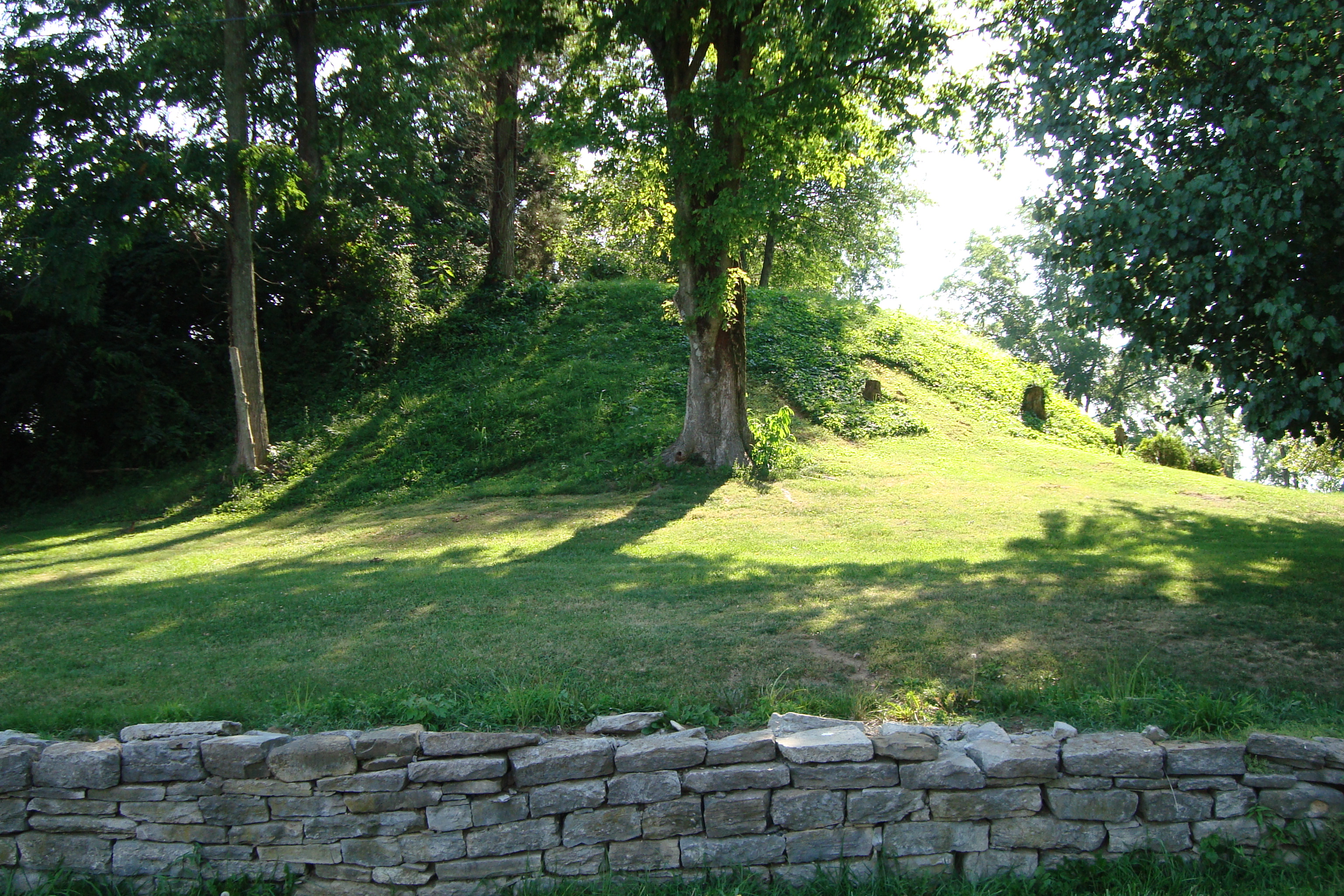
Montículo atribuído à cultura adena e localizado em Round Hill (Kentucky, EUA)

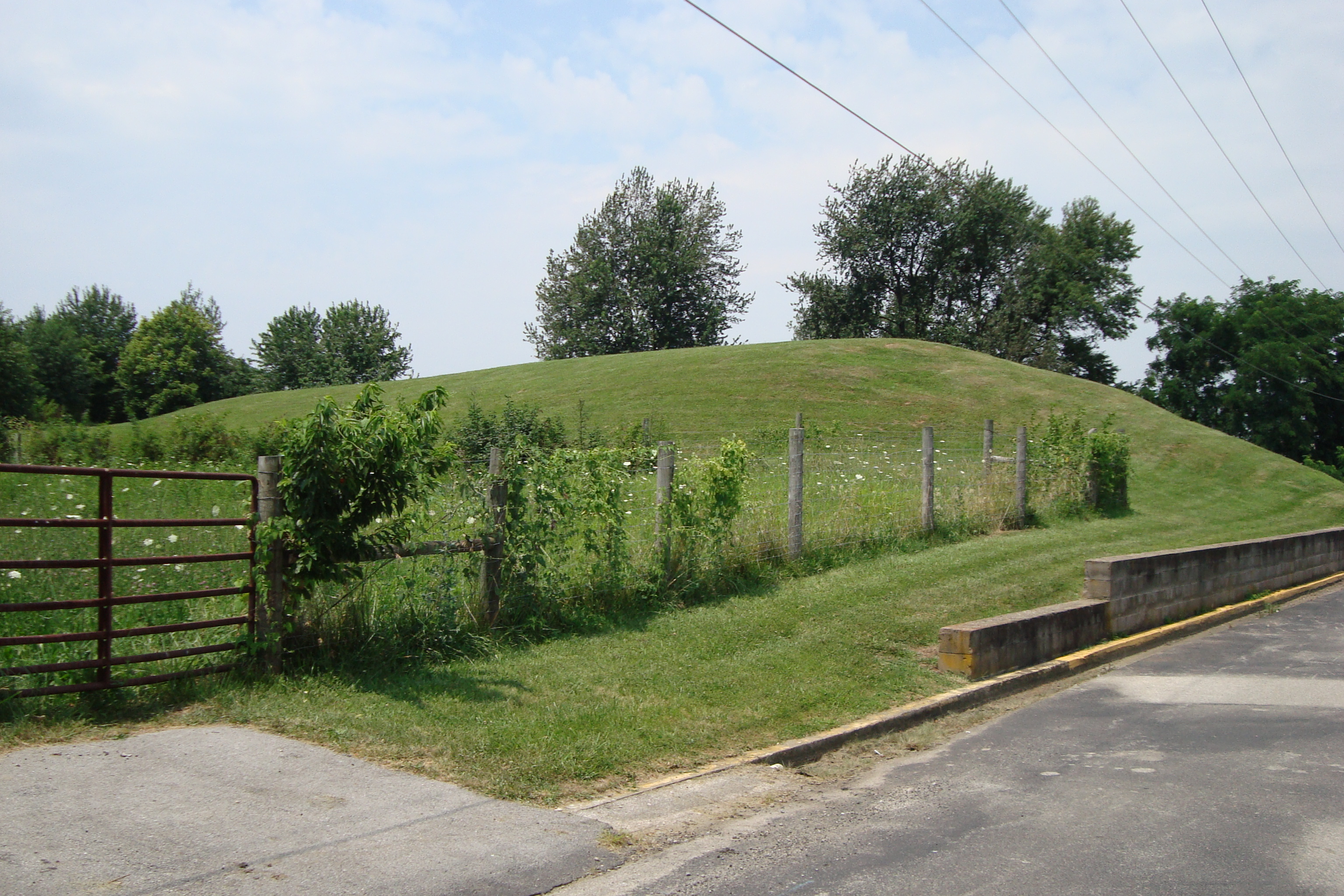
O montículo Gaitskill, atribuído à cultura adena e localizado em Ohio (Kentucky)

A cultura adena refere-se provavelmente a várias comunidades de antigos ameríndios que compartilhavam o modo de enterro e um sistema de rituais.
Encontraram-se restos da cultura adena em muitos lugares, nos actuais Estados da Ohio, Indiana, Virgínia Ocidental, Kentucky e partes da Pensilvania e Nova Iorque.

## Nome
O nome da cultura vem de um grande montículo que se encontra numas terras baptizadas Adena pelo seu proprietário, um tal Thomas Worthington de princípios do século XIX em Chillicothe (Ohio).

## Localização
Os lugares adena estão concentrados numa área relativamente pequena, com uns 300 lugares na parte central do vale do rio Ohio, e uns outros 200 espalhados por Indiana, Kentucky, Virgínia Ocidental e Pensilvania, ainda que pode ter tido milhares de lugares. A importância dos adena estriba em sua considerável influência em outras culturas contemporâneas e nas que vieram por trás deles. A cultura adena pode ter sido precursora das tradições culturais da cultura Hopewell, que às vezes se considera uma elaboração (ou zénit) das tradições adena.

## Cultura
Os adena viveram em vilas de moradias circulares, construídas de varas e felemas. Subsistiram da caça, a pesca e a coleta de vegetais, usaram uma variedade de ferramentas de pedra e olaria simples.
Os seus ornamentos utilizavam matérias primas (desde cobre dos Grandes Lagos, mica, até conchas marinhas do golfo do México) que deixaram a evidência de que comerciavam com povos distantes.

### Tumbas
- A tumba de Grave Creek, de 21 m de altura e 90 m de diâmetro é o montículo funerário maior dos EUA. Encontra-se no centro da cidade de Moundsville (Virgínia Ocidental), a 300 m do rio Ohio. Em 1838 realizou-se a primeira investigação arqueológica conhecida quando vários amadores não arqueólogos do lugar realizaram dois túneis através do montículo e encontraram duas tumbas. Mais tarde toda a evidência arqueológica deste montículo foi destruída.[6][7]

### Chamanismo
Ainda que os montículos são obras artísticas em si mesmos, os artistas adena criaram obras de arte mais pequenas e pessoais.
Alguns motivos artísticos que foram importantes nas culturas norte-americanas posteriores —como o olho lagrimeante e o desenho da cruz e o círculo vem dos adena. Muitas peças de arte estão relacionadas com práticas xamanícas e a transformação de humanos em animais (particularmente em aves, lobos, ursos e veados) e sua volta à forma humana.
Encontraram-se pipas tubulares com restos da planta alucinógena Nicotiana rustica. Os adena manifestam um grande incremento regional no número e tipo de artefactos relacionados com as necessidades espirituais.